# Meleg-víz
A Meleg-víz Veszprém vármegyében ered, mintegy 210 méteres tengerszint feletti magasságban. A patak forrásától kezdve nyugati irányban halad, majd Zala vármegye és Veszprém vármegye határán eléri a Marcalt.
A Meleg-víz vízgazdálkodási szempontból a Marcal Vízgyűjtő-tervezési alegység működési területét képezi.
A patakba folyik a Bertényi-árok vize. A patak útja során keresztülfolyik a Nyirádi Sár-álló Természetvédelmi Területen.

## Part menti települések
- Nyirád
- Gyepükaján